# Neassamia siamensis
Neassamia siamensis is een hooiwagen uit de familie Assamiidae.